# 三氯化锇
三氯化锇是一种无机化合物，化学式为OsCl3，是锇的氯化物之一。它是易溶于水的潮解性棕黑色粉末，其水合物为黑色固体。
它和一氧化碳在加热、高压下反应，可以得到cis-Os(CO)4Cl2和[Os(CO)3Cl2]2。